# Lego Baby
Pour les articles homonymes, voir Primo.
Lego Baby est une gamme pour les tout-petits du jeu de construction Lego. Elle est commercialisée de 1983 à 1987, de 1989 à 1990, de 2000 à 2001 puis finalement de 2004 à 2006.

De 1995 à 2005, sous plusieurs noms et avec les mêmes briques que Baby, The Lego Group lance une nouvelle gamme : Lego Primo. En 1996, appelée « Duplo Primo », elle est considérée comme un sous-thème de Duplo, mais ce ne fut plus le cas dès l'année suivante, la gamme étant par conséquent renommée en « Primo ».
Ce jouet est peu compatible avec les autres briques Lego. Par exemple, les briques Baby peuvent s’empiler sur des briques Duplo, mais nécessitent un adaptateur pour que les briques Duplo s’empilent par-dessus.